# Wisbecq
Wisbecq (en neerlandès Wisbeek) és una part de l'antic municipi de Saintes de Bèlgica al Brabant Való. L'1 de gener de 1977 fusionà amb Rebecq (Roosbeek). És regat pel riu Wisbeek que hi neix de la confluència del Warichaix i un rierol sense nom.

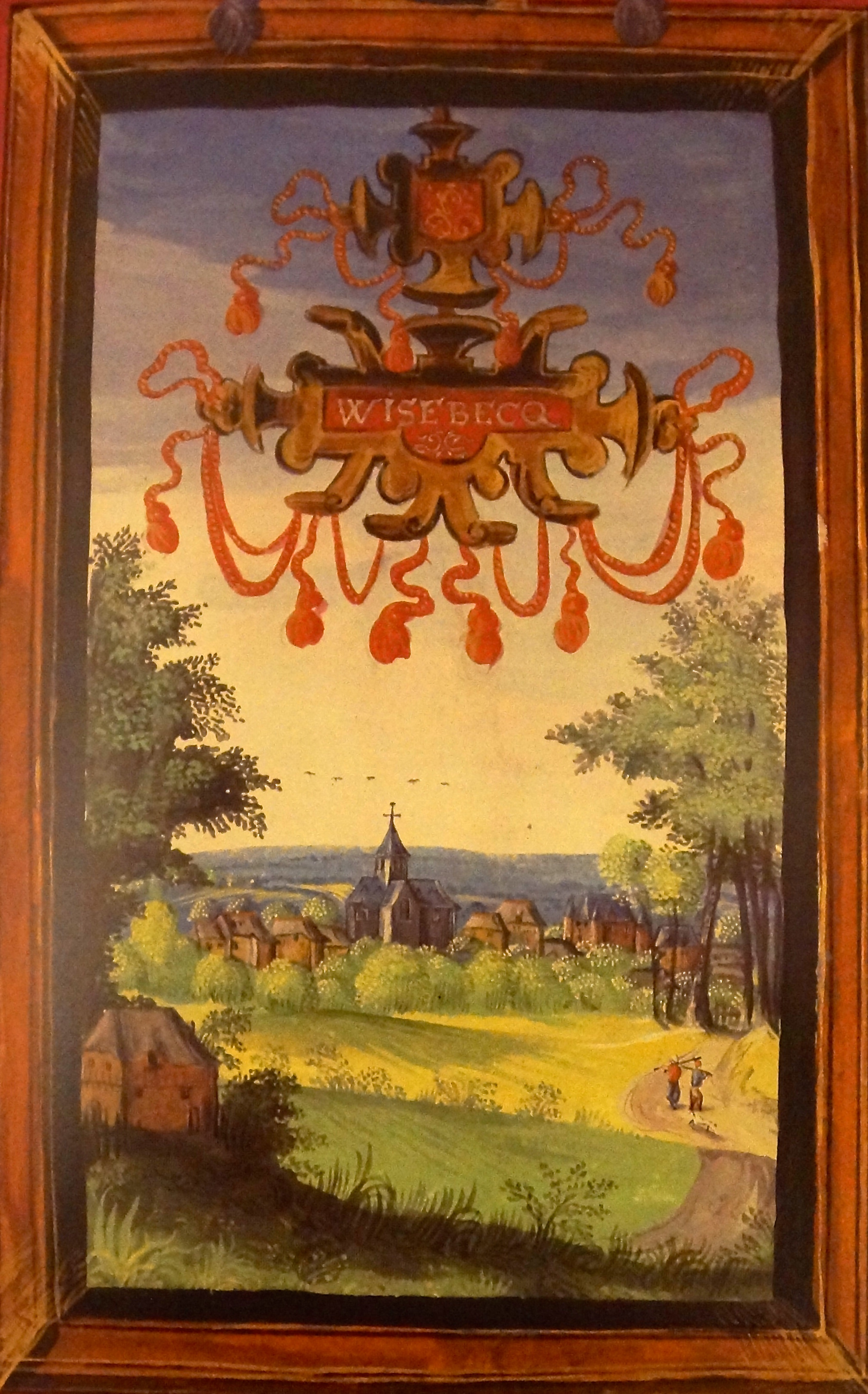
El poble vers la fi del, per Adrià de Montigny

Fou el seu d'una senyoria «Pont-à-Wisbecq» que pertanyia a una nissaga amb arrels cap al segle xii. La capella era una sucursal cde la parròquia de Saintes, que només el 1836 va esdevenir una parròquia independent. El 1795 a la reaorgantizació administrativa durant l'ocupació francesa va ser integrada al municipi de Saintes, a l'aleshores nou departament del Dijle. Al segle xix, la nissaga dels Arenberg van comprar el domini al fallit comte d'Hompech.
Avui com antany, és un poble rural que profita les fèrtils terres argiloses del Brabant per a la cultura de cereals.

## Llocs d'interés
- El castell i la masia castral: testimoni de la riquesa dels senyors locals. La masia va construir-se damunt les restes d'un castell fortificat desaparegut, del qual es veuen encara una part dels fossats. L'edifici actual data del segle xvii i XIX. Són monuments llistats des del 1997.
- L'església de Fiacre (1877): edifici neogòtic del 1879. Va construir-se a lloc d'una església gòtica anterior, que apareix al guaix d'Adrià de Montigny, de la qual no roman cap vestigi visible avui dia.[2]

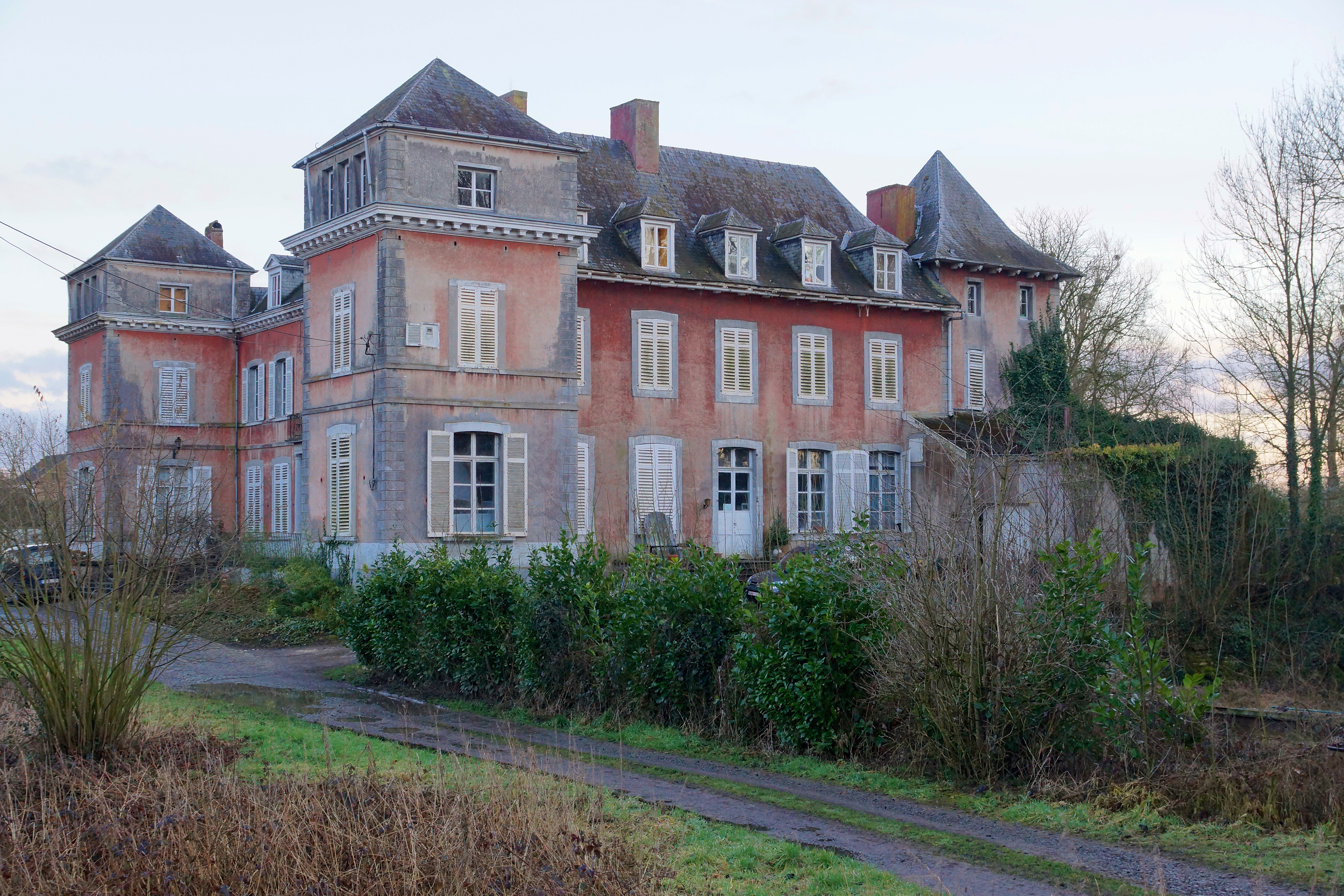
Castell
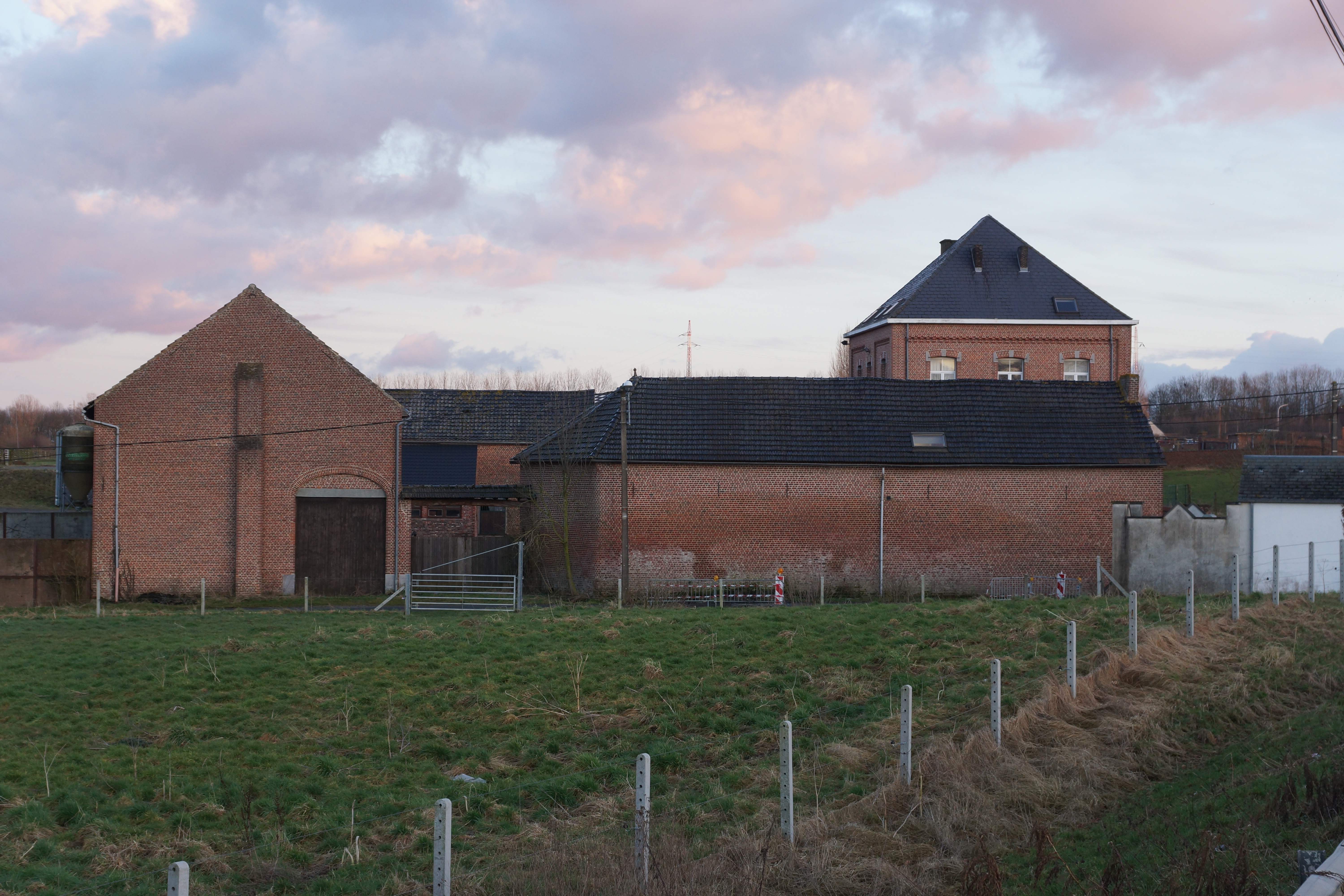
Masia en estil brabançó
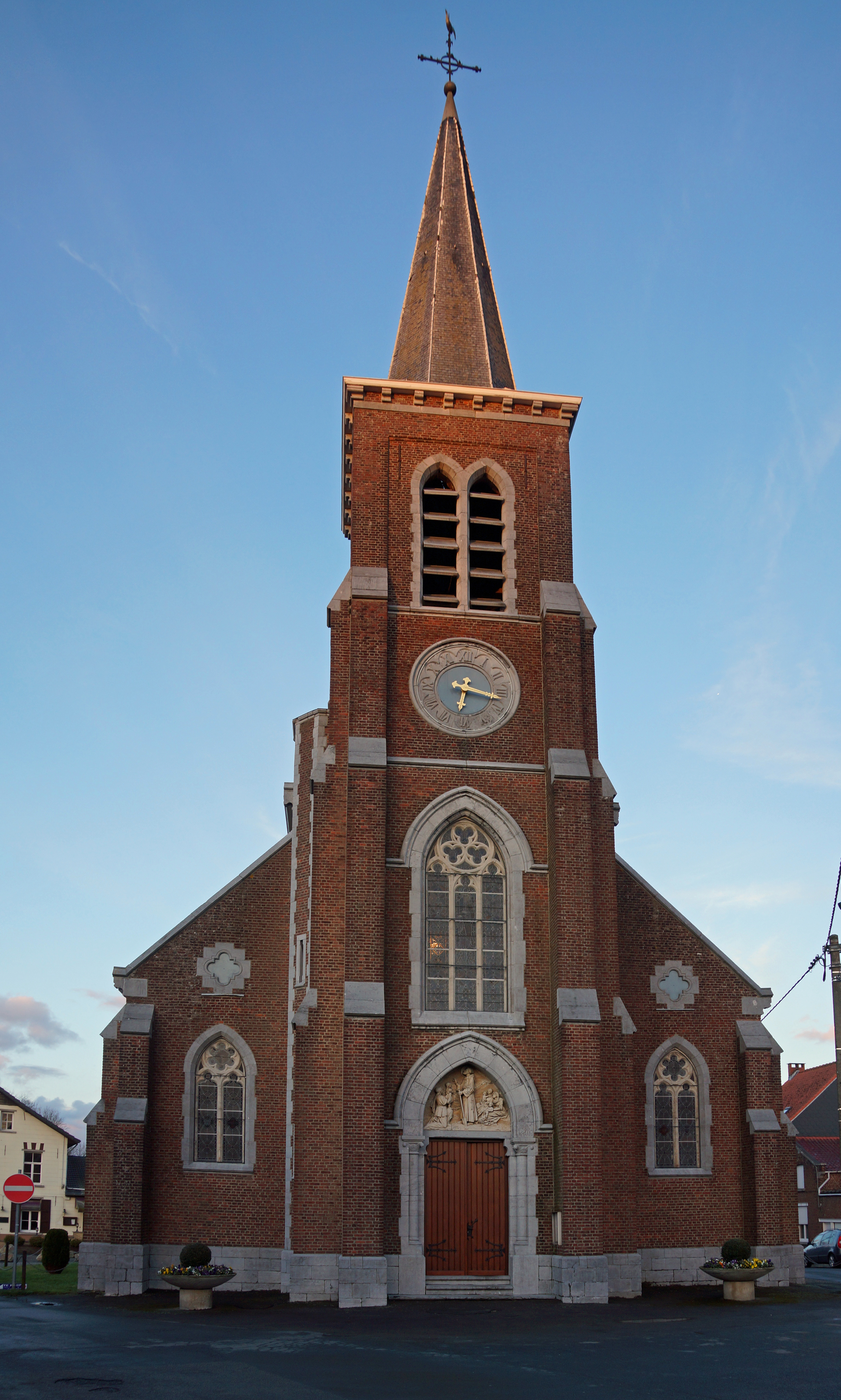
Església de Fiacre
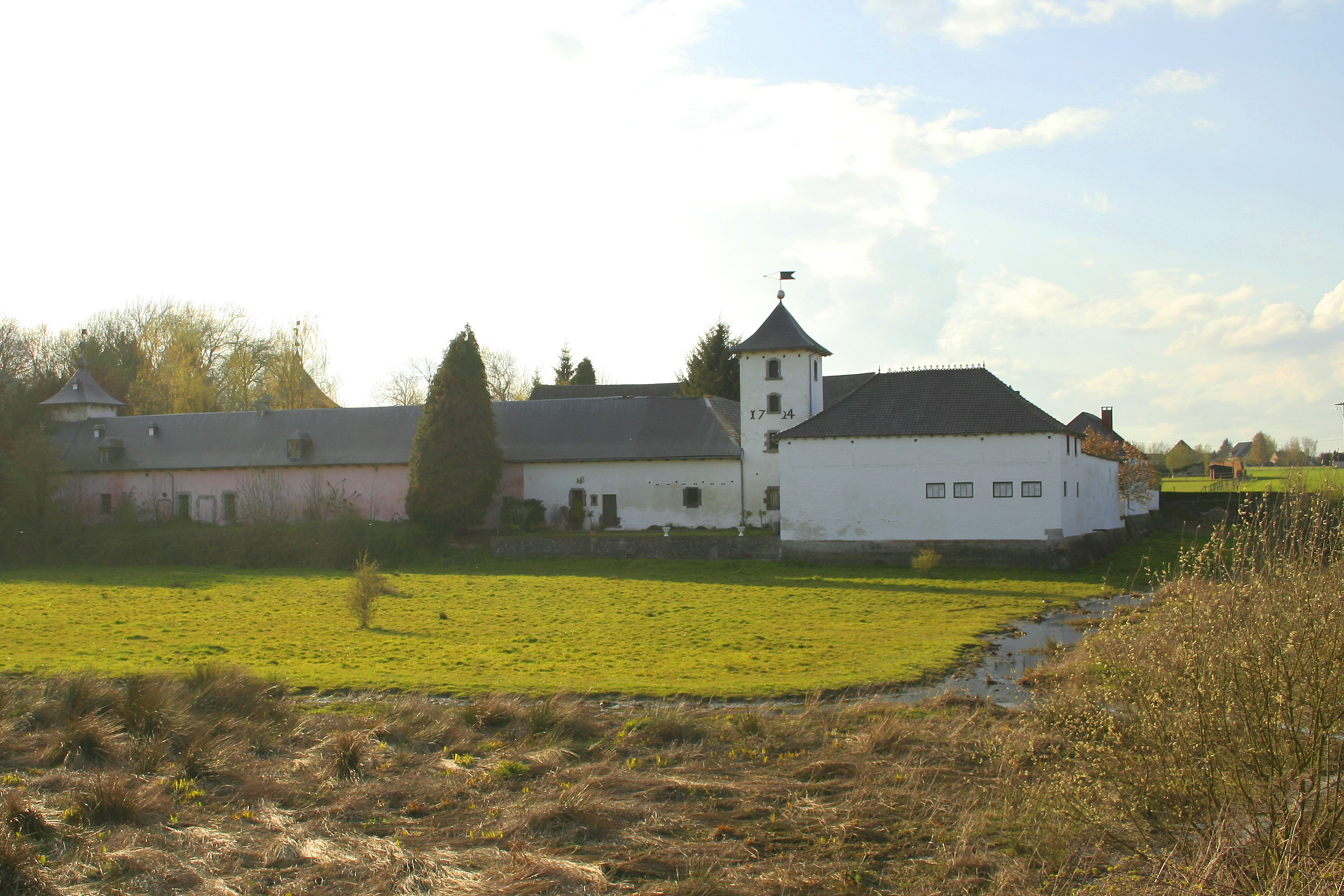
La masia castral del 1724
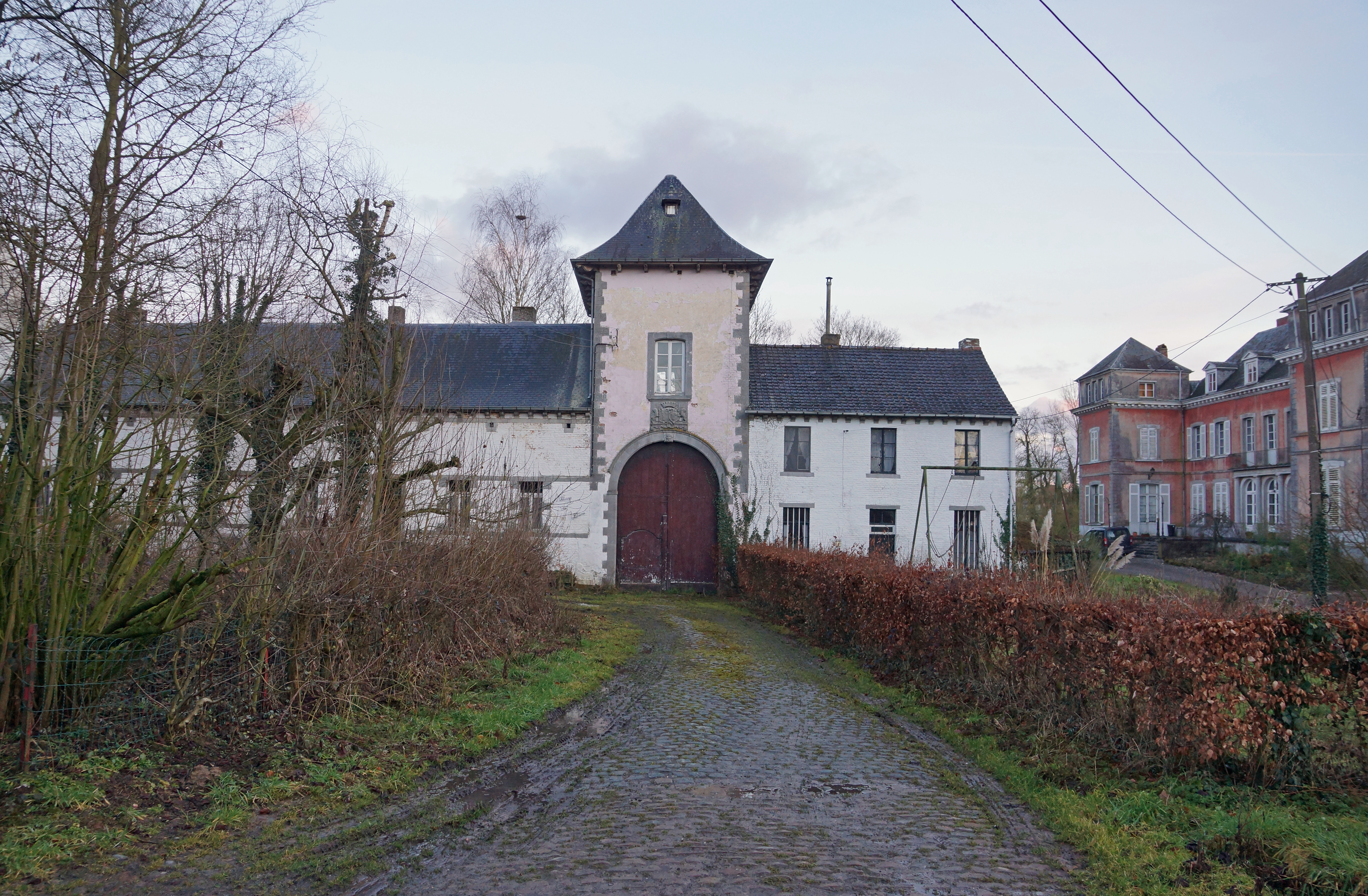
Portal de la masia castral